# Baddie ($hirak)
Baddie is een lied van de Nederlandse producer $hirak in samenwerking met de Nederlandse rappers Cristian D, Ronnie Flex, KM en Emms. Het werd in 2023 als single uitgebracht.

## Achtergrond
Baddie is geschreven door Emanuel Doru, Ronell Plasschaert, Kaene Marica, Emerson Akachar en Julien Willemsen en geproduceerd door $hirak. Het is een nummer uit het genre nederhop. In het lied rappen de artiesten over een dame waar de liedverteller graag bij wil zijn. Het nummer werd bij radiozender NPO FunX uitgeroepen tot DiXte track van de week. De single heeft in Nederland de gouden status.
Het is de eerste keer dat alle artiesten tegelijkertijd op een nummer zijn te horen. Wel werd er onderling al meermaals met elkaar samengewerkt. Zo stonden $hirak, Cristian D en Ronnie Flex al samen op Als je bij me blijft. Met Cristian D had $hirak ook al de hit Amsterdam. De twee herhaalden in 2023 de samenwerking op Pornstar martini. Ronnie Flex en $hirak stonden verder ook nog onder andere samen op Miljonair, Maria en Uhuh. KM en Ronnie Flex hadden samen succes met Kan er niet omheen en BF. Met Emms had Ronnie Flex eerder de nummers Laten gaan en Meisjes blijven meisjes gemaakt.

## Hitnoteringen
De artiesten hadden succes met het lied in de hitlijsten van Nederland. Het piekte op de veertiende plaats van de Nederlandse Single Top 100 en stond elf weken in deze hitlijst. De Nederlandse Top 40 werd niet bereikt; het kwam hier tot de achtste plaats van de Tipparade.